# 美索不達米亞戰役
美索不達米亞戰役（Mesopotamian campaign）是指第一次世界大戰期間爆發在美索不達米亞地區大英帝國及其盟友和鄂圖曼土耳其帝國之間的戰爭。這場戰爭主要在現在的伊拉克地區進行。1918年10月30日，鄂圖曼土耳其帝國對英國投降，美索不達米亞戰役以英國的勝利而結束。

## 背景

### 奥斯曼土耳其加入一战
1914年10月30日，土耳其舰队的船只，包括前德国的戈本号和布雷斯劳，向黑海的俄罗斯港口开火。这导致奥斯曼土耳其以同盟国的身份加入一战。11月1日，俄罗斯帝国向奥斯曼帝国宣战。11月5日，大英帝国向奥斯曼帝国宣战。
在奥斯曼帝国加入对协约国的战争后，对英国具有重要战略意义的中东油田受到威胁。BP石油公司拥有在波斯（东阿塞拜疆省、吉兰省、马赞德兰省、戈勒斯坦省和呼罗珊省除外）开发油田的专有权，英国在科威特也有权益。
除了保护波斯的炼油厂外，英国指挥部还决定夺取奥斯曼美索不达米亚的油田。奥斯曼军队的指挥部并没有计划在该地区进行积极行动。英国军事史学家B·H·李德哈特写道：“波斯湾附近的油田对英国的石油供应非常重要”。
奥斯曼帝国的领导层认为高加索前线是优先的。除了在高加索与俄军作战外，还计划阻止协约国军队入侵美索不达米亚、叙利亚和巴勒斯坦，并夺取苏伊士运河。

### 双方兵力
奥斯曼第四集团军在美索不达米亚有2个军团。然而，随着敌对行动的爆发，这些部队被转移到更重要的地区，即高加索和西奈前线。土耳其军队在美索不达米亚的驻军，负责从波斯湾沿底格里斯河和幼发拉底河以及红海沿岸。截至1914年11月，由苏莱曼·阿斯克里·贝中校指挥的奥斯曼军队第38步兵师在美索不达米亚，其中部分在法奥和巴士拉。 不久，奥斯曼指挥部创建了“伊拉克军团”，在美索不达米亚开展行动。
英军入侵美索不达米亚的指挥部从英属印度陆军组建了“印度远征军”，由约翰尼克松将军指挥。这些远征军最初包括第 6（普纳）步兵师。

## 战区特点
美索不达米亚于16 世纪并入奥斯曼帝国。两条大河流经该地——底格里斯河和幼发拉底河，它们在巴士拉以北40英里的克尔奈地区汇合并形成阿拉伯河。阿拉伯河流入波斯湾。美索不达米亚的土地大多是平坦的沙漠。20世纪初，该地区有几个小城镇和农村定居点。主要城市是巴格达，位于海湾以北近570公里处。道路网络不发达，主要路线沿河流。.

## 战役进程

### 1914年
1914年10月23日，在奥斯曼帝国正式加入第一次世界大战之前，英国就在阿巴丹市（炼油厂所在地）地区登陆了一个印度步兵旅。这样做是为了保护其波斯湾油田的安全。
1914年11月6日，英国开始进行在法奥的登陆行动。海军炮击了堡垒，印度第6（普纳）步兵师的分队进行了登陆。11月8日，印军成功占领了法奥。
到11月中旬，第6（普纳）步兵师的部队已经完全登陆海岸。在舰队的支持下，英国军队向阿拉伯河上游进发。11月21日，英军攻占了距河口70英里的重要港口巴士拉。之后，英军继续进攻，并于12月9日占领了克尔奈市。
到1914年底，英军在美索不达米亚南部设置防御，确保波斯炼油厂的安全。然而，奥斯曼军队并未完全被消灭，战斗仍在继续。

### 1915年
1915年初，苏莱曼·阿斯克里·贝接任奥斯曼帝国伊拉克地区司令。他试图获得当地阿拉伯酋长的支持，以夺回1914年被英国人占领的地区。
1915年4月12日，土耳其人联合当地酋长的部队，袭击位于沙巴（Shaiba）的英军营地。奥斯曼军队反被英军击退并向北撤退，司令苏莱曼·阿斯克里·贝在战斗中受伤，后在巴格达的医院自杀。纽雷丁帕夏接替了他的司令职位。
这次意外的胜利让英军重新考虑了他们的计划，查理·唐賢德组建了一支部队，他们奉命占领库特，如果可能的话，占领巴格达。奥斯曼军队的总司令恩维尔帕夏担心巴格达会陷落，意识到他低估了美索不达米亚阵线的重要性。1915年10月5日，土耳其人在美索不达米亚建立了第6集团军，由德国军事顾问科尔玛·冯·德·戈尔茨将军指挥。
英军的推进极其缓慢，但查理·唐贤德的分队在突破了数个奥斯曼小型部队的抵抗后，于1915年11月到达了泰西封。11月22日，纽雷丁帕夏的奥斯曼军队（第35和第38步兵师）在泰西封攻击了唐贤德的英国军队。激烈的战斗导致双方伤亡惨重，英军撤退到库特。纽雷丁帕夏得知英军撤退后，决定追击。到12月7日，奥斯曼军队设法完全包围了库特，库特围城战开始。英军指挥部意识到事态的严重性，试图解救被围困的部队。然而，所有突破到库特的尝试都被到达的戈尔茨第6集团军的部队击退。

### 1916年
1916年1月20日，由于纽雷丁帕夏与戈尔茨沟通不灵，恩维尔帕夏用新指挥官哈里里·库特上校取代了纽雷丁帕夏。1916年1月至3月期间，英军多次尝试解围库特，都以失败告终了。4月19日，第6集团军司令戈尔茨病死。4月29日，唐贤德的部队投降，超过10,000名英军被奥斯曼人俘虏，其中包括唐贤德本人。
库特之围对英国军队造成了重大打击。约翰·尼克森将军被佩西·莱克将军佩西·萊克取代。英军在美索不达米亚前线的失败主要是由于食品和设备供应不足、缺乏运输手段（主要是河流）和药品。英国人开始修建道路，改善巴士拉港，建立医院并增加蒸汽船的数量。由于这些措施，英国能够向前线运送更多的部队和装备。1916年7月，弗雷德里克·毛德接任佩西·莱克，成为英军在美索不达米亚的新指挥官。

### 1917年
1916年12月13日，毛德开始了新的攻势。此时英军有大约 50,000 名训练有素、装备精良的部队，大部分是印度远征军和英国陆军第十三（西）师。英军向底格里斯河推进。1917年2月，英军进逼库特，2月23日，土耳其驻军从该城撤退到巴格达。英军击退土耳其军队，于3月11日占领巴格达。
哈里里·库特带着残破的第6集团军撤退，总部被转移到摩苏尔。11月18日，毛德将军死于霍乱。威廉·马歇尔将军成为新任指挥官，他在冬季来临之际暂停了作战行动。

### 1918年
美索不达米亚前线的战斗于1918年3月重新开始，当时英国人占领了一些定居点（基尔库克、希特、基弗里等），但很快又回到了巴格达以北的初始阵线。与此同时，很大一部分英军从美索不达米亚转移到西奈-巴勒斯坦和波斯。
最后一次作战是沙尔卡特之战。亚历山大·科布指挥一支英军于1918年10月23日从巴格达出发，两天行军120公里到达小扎卜河，并击败了那里的奥斯曼第6集团军。
1918年10月30日，《穆兹罗斯停战协定》签署，结束了在中东的战事。威廉·马歇尔将军接受了土耳其第6集团军的投降，但英国人继续攻势夺取富含石油的摩苏尔地区。

## 外部連結
- Mesopotamia pages of 'Turkey in WW1' web site